# 崔日
崔 日（チェ・イル、朝鮮語: 최일、生年不詳 - ）は、朝鮮民主主義人民共和国の外交官。駐アイルランド大使、駐ポーランド大使、駐英大使を務めた。

## 経歴
ジュネーブ駐在国連代表部1等書記官、国連代表部参事官を務め、その後玄鶴峰の後任として駐英大使を務めた。2020年3月には李根の後任として駐ポーランド大使を務めた。

## その他
同姓同名の1905年生まれの人物が、過去に駐ポーランド北朝鮮大使を務めている。